# Bazylika świętych Bonifacego i Aleksego w Rzymie
Bazylika świętych Bonifacego i Aleksego na Awentynie w Rzymie (wł. Basilica dei Santi Bonifacio e Alessio all'Aventino) – rzymskokatolicki kościół tytularny w Rzymie.
Świątynia ta jest kościołem rektoralnym parafii św. Pryski oraz kościołem tytularnym, mającym również rangę bazyliki mniejszej.

## Lokalizacja
Bazylika znajduje się w XII Rione Rzymu – Ripa przy Piazza Sant’Alessio 23.

## Patroni
Pierwszym patronem świątyni był św. Bonifacy z Tarsu, który poniósł śmierć męczeńską za wiarę chrześcijańską w końcu III lub na początku IV wieku. Natomiast w XIII wieku jako drugiego patrona dodano – cieszącego się w tym czasie dużą popularnością – św. Aleksego, ascetę z IV/V wieku, który pomimo pochodzenia z bogatego rodu, wiódł życie żebraka. 

## Historia
Historia powstania kościoła jest nieznana. Według legendy w miejscu tym pod koniec III lub na początku IV wieku wzniesiono małą kapliczkę, w której umieszczono relikwie św. Bonifacego z Tarsu, a następnie w V wieku w kaplicy pochowano św. Aleksego, którego dom rodzinny (pod schodami którego święty mieszkał przez wiele lat) stał nieopodal. W VIII wieku kaplica została przekształcona w kościół. Pierwszy bezpośredni dowód istnienia kościoła znajduje się w Liber Pontificalis i dotyczy czasów pontyfikatu Leona III
W 977 roku papież Benedykt VII przekazał świątynię zbiegłemu przed muzułmanami z Damaszku arcybiskupowi Sergiuszowi. Założył on przy kościele wspólnotę mnichów, której klasztor zasłynął jako centrum dla misjonarzy (przebywał tu m.in. św. Wojciech). W X wieku mnisi ci zostali zastąpieni przez benedyktynów, a ci z kolei w 1231 roku przez norbertanów. W tym czasie doszło do wyludnienia Awentynu (gdzie większość terenu została zajęta przez winnice i pola), wyjątek stanowiły tylko zabudowania klasztorne. W związku żywym kultem św. Aleksego, który cieszył się wówczas duża popularnością, papież Honoriusz III w 1217 roku do wezwania kościoła św. Bonifacego dodał również św. Aleksego. Przeprowadzono wtedy również rekonstrukcję kościoła, który w tym czasie opisywano jako trójnawowy z ośmioma arkadowymi kolumnami po każdej stronie.
W XIII wybudowano dzwonnicę istniejącą do dzisiaj. W 1582 roku przeprowadzono kolejną przebudowę. W 1426 roku klasztor otrzymali hieronimici obserwanci (tzw. hieronimici z Lombardii). W 1750 roku kościołowi nadano cechy barokowe według projektu Giovanni Battista Nolli, a pod kierunkiem Tommaso de Marchis. W związku z kasatą zakonu hieronimitów obserwantów klasztor wraz z bazyliką przejęli Ojcowie Somascy w 1846 roku. Kolejna modyfikacja bazyliki miała miejsce w latach 1852-1860.

## Architektura i sztuka
Fasada bazyliki nawiązuje do sanktuarium św. Hieronima w Somasca. Pięcioarkadowy barokowy portal prowadzi do narteksu, w którym po prawej stronie znajduje się statua Benedykta XIII z 1750 roku. Portal główny zdobiony jest cosmatesca.
Świątynia jest trójnawową bazyliką w kształcie litery T, nakrytą sklepieniem kolebkowym. Nawa ma po pięć kolumn arkadowych po obu stronach.
Autorem cyborium był Tommaso de Marchis, składa się ono z czterech kolumn podtrzymujących kopulasty baldachim. W ołtarzu znajdują się relikwie patronów świątyni. W apsydzie znajdują się dwie kolumny z czasów Honoriusza III.
Pod ołtarzem zlokalizowana jest romańska krypta z X wieku, w ołtarzu której przechowywane są relikwie św. Tomasza z Canterbury. Ściany zdobią freski z XII-XIII wieku przedstawiające Baranka Bożego oraz symbole Ewangelistów.
W prawej części transeptu znajduje się kaplica z XIII-wieczną łaskami słynącą ikoną Madonny św. Aleksego.
Na początku lewej nawy znajduje się kaplica, w której są schody tradycyjnie uważane za schody z domu św. Aleksego, pod którymi ten święty zmarł. Schody podtrzymywane są przez stiukowe aniołki, a pod nimi znajduje się rzeźba  z końca XVIII wieku przedstawiająca św. Aleksego dłuta Andrea Bergondi. W dalszej części lewej nawy znajduje się studnia jakoby z domu św. Aleksego.

## Kardynałowie prezbiterzy
Bazylika świętych Bonifacego i Aleksego jest jednym z kościołów tytularnych nadawanych kardynałom-prezbiterom (Titulus Sanctorum Bonifacii et Alexii). Tytuł ten został ustanowiony 13 kwietnia 1587.
- Giovanni Vincenzo Gonzaga (1587–1591)
- Ottavio Paravicini (1592–1611)
- Metello Bichi (1611–1619)
- Roberto Ubaldini (1621–1629)
- Giovanni Francesco Guidi di Bagno (1629–1641)
- Mario Theodoli (1641–1649)
- Luigi Omodei (1652–1676)
- vacat (1676–1681)
- Federico Visconti (1681–1693)
- Taddeo Luigi dal Verme (1696–1717)
- Gilberto Borromeo (1717–1740)
- Gaetano Stampa (1740–1742)
- Angelo Maria Quirini (1743–1753/54)
- Antonio Andrea Galli (1753–1757)
- Giuseppe Maria Castelli (1759–1780)
- Paolo Francesco Antamori (1781–1795)
- vacat (1795–1801)
- Giovanni Filippo Gallarati Scotti (1801–1814)
- Emmanuele de Gregorio (1816–1829); in commendam (1829–1839)
- vacat (1839–1843)
- Francesco di Paola Villadecani (1843–1861)
- Alexis Billiet (1862–1873)
- Johannes Baptist Franzelin SJ (1876–1886)
- Giuseppe d’Annibale (1889–1892)
- Angelo Di Pietro (1893–1903)
- Sebastián Herrero y Espinosa de los Monteros COr (1903)
- Joaquim Arcoverde de Albuquerque Cavalcanti (1905–1930)
- Sebastião Leme da Silveira Cintra (1933–1942)
- Jaime de Barros Câmara (1946–1971)
- Avelar Brandão Vilela (1973–1986)
- Lucas Moreira Neves OP (1988–1998); in commendam (1998–2002)
- Eusébio Scheid SCJ (2003–2021)
- Paulo César Costa (od 2022)